# Метрополитано де Мадрид
Стадион Метрополитано де Мадрид (исп. Estadio Metropolitano de Madrid) — бывший футбольный стадион, располагавшийся в Мадриде, столице Испании. Вместимость стадиона составляла около 50 000 зрителей. «Метрополитано де Мадрид» служил домашней ареной для футбольного клуба «Атлетико Мадрид» с 1923 по 1966 год, до сооружения нового стадиона «Висенте Кальдерон».

## История
«Стадион Метрополитано» был построен в начале 1920-х годов и торжественно открыт 13 мая 1923 года во время президентства в мадридском «Атлетико» Хулиана Руэте. Первоначально клуб арендовал арену вместе с другими столичными командами: «Реалом Сосьедадом Химнастикой Эспаньолой» и «Расингом».
Строительство стадиона было частью проекта урбанизации Колонии-дель-Метрополитано, в которой активно принимал участие Мадридский метрополитен, давший название новой арене. Он располагался недалеко от нынешней Авенида-де-ла-Рейна-Виктории, на территории, которая сейчас называется площадью города Вены, между улицами Беатрис-де-Бобадилья, Сантьяго-Русиньоль и Пасео-де-Хуан XXIII.
Во время Гражданской войны в Испании стадион был почти полностью разрушен, как и весь его район, находившийся поблизости от фронта.
21 февраля 1943 года «Атлетико» вернулся на восстановленный «Метрополитано», проведя матч против мадридского «Реала». Хозяева одержали победу со счётом 2:1. 
В том же году стадион принимал у себя финал Кубка Испании, в котором 20 июня «Атлетик Бильбао» с минимальным счётом в дополнительное время переиграл «Реал Мадрид».
Аргентинский «Сан-Лоренсо де Альмагро» начинал свой легендарный европейский тур с матча на «Метрополитано», в котором 23 декабря 1946 года разгромил «Атлетико» со счётом 4:1. 
19 октября 1949 года в розыгрыше Кубка Эвы Дуарте «Валенсия» победила со счётом 7:4 «Барселону» на «Метрополитано де Мадрид». 15 апреля 1950 года «Атлетико Мадрид» выкупил стадион у Общества стадиона братьев Отаменди. В 1954 году «Метрополитано» был заново открыт, а его вместимость увеличилась до 50 000 зрителей.
В 1966 году «Атлетико Мадрид» перебрался на новый стадион рядом с рекой Мансанарес, позже названный «Висенте Кальдерон». «Метрополитано де Мадрид» был снесён, а на его месте были возведены жилые и офисные здания. Новая конфигурация улиц, возникшая после сноса, и новые постройки образуют силуэт эмблемы мадридского «Атлетико».

## Международные матчи
Сборная Испании по футболу провела на стадионе «Метрополитано де Мадрид» три матча, которые все были товарищескими:
| Дата           | Хозяева | Результат | Гости    |
| -------------- | ------- | --------- | -------- |
| 10 мая 1929    | Испания | 4:3       | Англия   |
| 19 января 1936 | Испания | 4:5       | Австрия  |
| 23 июня 1946   | Испания | 0:1       | Ирландия |